# William D. Funkhouser
William Delbert Funkhouser, född 13 mars 1881 i Rockport, Indiana, USA, död 9 juni 1948, var en amerikansk entomolog.
Auktorsnamnet Funkhouser kan användas för William D. Funkhouser i samband med ett vetenskapligt namn inom zoologin; se Wikipedia-artiklar som länkar till auktorsnamnet.